# 亜南くじら
亜南 くじら（あなん くじら）は、日本の漫画家。公益社団法人日本漫画家協会所属。代表作は『マルコと数学王子』、『ボクは宇宙人に恋をした。』など。

## 来歴
2009年、『Change』がC.C.C.クッキー賞を受賞し、『Cookie』（集英社）2009年8月号に掲載されデビュー。2011年まで同誌で『オバメン』を発表。2014年に読者投票で第1位に選ばれた作家が「連載権を獲得」できる『デザート』（講談社）の企画「『デザート』連載枠争奪ルーキーグランプリ2014」に参加。2015年より『THEデザート』（同）にて『マルコと数学王子』、2016年より『デザート』で『ボクは宇宙人に恋をした。』を連載。2017年より『デザート』にて『なのに、千輝くんが甘すぎる。』を連載。

## 作風
ユニークなキャラ造形、キュンとするせつない心情描写を持ち味としている。

## 作品リスト

### 連載
- オバメン（『Cookie』2010年3月号、2011年1月号[5]、5月号[6]、6月号、『ザ・マーガレット』2010年9月号）※シリーズ連載
- マルコと数学王子（『THEデザート』2015年3月号 - 9月号）
- ボクは宇宙人に恋をした。（『デザート』2016年4月号 - 8月号[7]）
- なのに、千輝くんが甘すぎる。（『デザート』2017年7月号別冊付録 - 2018年3月号別冊付録、2019年3月号別冊付録 - 2020年12月号別冊付録、2021年2月号 - 連載中）※別冊付録は隔月連載。2021年2月号より本誌に移籍。

### 読切
- Change（『Cookie』2009年8月号）
- ねいろ惑星（『Cookie』2012年5月号[8]）
- ベイビー・キッス（『デザート』連載枠争奪ルーキーグランプリ2014エントリー作品[3]）

### 書籍
- 『オバメン』集英社〈りぼんマスコットコミックス Cookieシリーズ〉、2011年11月15日発売、ISBN 978-4-08-867158-1
- 『マルコと数学王子』講談社〈講談社コミックスデザート〉、2015年10月13日発売、ISBN 978-4-06-365840-8[9]
- 『ボクは宇宙人に恋をした。』講談社〈講談社コミックスデザート〉、2016年8月12日発売、ISBN 978-4-06-365873-6[10]
- 『なのに、千輝くんが甘すぎる。』講談社〈講談社コミックスデザート〉、2018年 - 、既刊12巻（2025年5月13日現在）

### アンソロジー
- イケない約束[11] - 電子書籍限定配信。
  - 「ベイビー・キッス」収録。